# 러브버드 (영화)
러브버드(The Lovebirds)는 미국에서 제작된 마이클 쇼월터 감독의 2020년 코미디, 액션 영화이다. 잇사 레이 등이 주연으로 출연하였다.

## 출연

### 주연
- 잇사 레이
- 쿠마일 난지아니
- 폴 스팍스